# Championnats de France de pétanque 2012
Navigation
Édition précédente Édition suivante
Les championnats de France de pétanque 2012 est une édition des championnats de France de pétanque. 

## Présentation
Cette compétition constitue la 67e édition du triplette sénior masculin, la 43e édition du doublette sénior masculin, la 47e édition du tête à tête sénior masculin, la 10e édition du triplette sénior féminin, la 37e édition du doublette sénior féminin, la 20e édition du doublette sénior mixte, la 56e édition du triplette junior, la 44e édition du triplette cadet, la 39e édition du triplette minime et la 18e édition du triplette vétéran. Elle se déroule à Roanne (Loire) du 7 au 8 juillet 2012 pour le triplette sénior masculin ; à Guéret (Creuse) du 23 au 24 juin 2012 pour le doublette sénior masculin ; à Beaucaire (Gard) du 9 au 10 juin 2012 pour le tête à tête sénior masculin et doublette sénior féminin ; à Pau (Pyrénées-Atlantiques) du 8 au 9 septembre 2012 pour le triplette sénior féminin ; à Espalion (Aveyron) du 14 au 15 juillet 2012 pour le doublette sénior mixte ; à Nevers (Nièvre) du 25 au 26 août 2012 pour le triplette junior, cadet et minime ; et à Anduze (Gard) du 22 au 23 septembre 2012 pour le triplette vétéran.

## Palmarès
| Catégorie                   | Vainqueur(s)                                             | Finaliste(s)                                                     |
| --------------------------- | -------------------------------------------------------- | ---------------------------------------------------------------- |
| Triplette sénior masculin   | Stéphane Le Bourgeois, David Le Dantec et Charles Weibel | Yvon Cinier, Laurent Dubost et Patrick Dubost                    |
| Doublette sénior masculin   | Mickaël Besnard et Richard Diot                          | Cyrille Laurent et Bruno Rocher                                  |
| Tête à tête sénior masculin | Sébastien Rousseau                                       | Jean Feltain                                                     |
| Triplette sénior féminin    | Gidgia Aït Idir, Morgane Bacon et Valéria Songeux        | Angélique Colombet, Florence Schopp et Marie-Christine Virebayre |
| Doublette sénior féminin    | Anaïs Lapoutge et Nelly Peyré                            | Sophie Deguy et Corinne Deguy                                    |
| Doublette sénior mixte      | Christine Saunier et Dylan Rocher                        | Béatrice Coupaye et Ludovic Labrue                               |
| Triplette junior            | Benoit Pommier, Benjamin Rameau et Médéric Verzeaux      | Curtis Boyer, Guillaume Feres et Jérémy Peyrot                   |
| Triplette cadet             | Corentin Cholewa, Florian Marion et Corentin Minodier    | Aurélien Auvray, Freddy Guerin et Clément Vivier                 |
| Triplette minime            | Julien Amand, Théo Grangirard et Théo Ponsero            | Tony Besombres, Thibault Escolano et Enzo Nougarolis             |
| Triplette vétéran           | Claude Buisson, Yves Costa et Jacques Souche             | Sylvestre Benati, Jean-André Federici et Simon Ferrari           |